# 胶南市
胶南市，是中国山东省一个已经撤销的县级市，曾由青岛市代管。1945年设置。2012年12月，胶南市并入青岛市黄岛区。

## 历史
东周时是越国晚期的都城所在地，后为楚国所灭；秦置琅琊县，晋废；隋复置，唐再废；据《胶南县志》载：1943年，设立诸胶边办事处；1944年8月撤诸胶边办事处，设藏马县和诸胶边县，10月两县又合并为诸胶县，属滨海行署；1945年8月诸胶县析置藏马县，11 月诸胶县并入胶县；1946年9月，划胶县洋河以南9个区和青岛办事处的薛家岛区建立胶南县；1956年3月藏马县并入胶南县。青岛西海岸新区在历史上多分属胶州、诸城，1946年成立胶南县，因地处胶县南部而得名。；1990年撤县设市。2012年12月，胶南市并入青岛市黄岛区。

## 地理
胶南位于山东半岛南部，东濒黄海，北部隔黄岛区与胶州湾相望；地形以低山丘陵为主，海岸线接近140公里。
全市年平均气温12℃，降水量794毫米。

## 经济
胶南市经济较为发达，在县市中具备较强竞争力，其综合实力2010年列山东省县（市）的第六位，全国县（市）第十七位
农业以粮食生产和渔业为主，盛产小麦、玉米、花生、大白菜和数百种海产品。工业以机械、化工为支柱，是中国最大的碘生产基地。

## 特产
特产有“泊里红席”等。

## 名胜古迹
境内琅琊台为秦始皇修筑并三次登临之地，也是明清时诸城八景之一「琅琊炊烟」所在地。据传方士徐福就在附近的琅琊港入海求仙而最终到达日本。此外另有琅琊台刻石、齐长城遗址等文物古迹。

## 友好城市
- 亞美尼亞阿保夫扬市（1993年）
- 慶山市（1996年）